# Каліфорнійська затока
Каліфорні́йська зато́ка (ісп. Golfo de California; Mar Bermejo) — затока, що відділяє півострів Каліфорнія від мексиканського узбережжя Тихого океану. Відома також як Море Кортеса (ісп. Mar de Cortes).

## Опис
Міжнародна гідрографічна організація визначає південний кордон Каліфорнійської затоки як «лінію, що сполучає мис Піастла (23° 38' пн. ш.) в Мексиці і південний край півострова Каліфорнія».
Довжина Каліфорнійської затоки 1 126 км, ширина 48–241 км, середня глибина 818 метрів, максимальна глибина понад 3000 метрів, об'єм 145 000 км³, її загальна площа становить 177 000 км² (160 000 км² за іншими джерелами).
Води затоки омивають мексиканські штати Баха-Каліфорнія, Баха-Каліфорнія-Сур, Сонора і Сіналоа. Затока утворилася близько 5,3 млн років тому, коли річка Колорадо, внаслідок тектонічних рухів розлому Сан-Андреас знайшла вихід до океану.
Затока розділена на дві частини великими островами Анхель-де-ла-Гуарда і Тібурон. Північна частина мілководна, глибини тут рідко перевищують 180 метрів. У південній частині затоки є кілька депресій, глибина деяких із них перевищує 3000 метрів.
Найбільші міста на берегах затоки: Гуаймас і Ла-Пас. Інші населені пункти: Долорес, Лорето, Санта-Росалія, Пуертесітос, Сан-Феліпе, Ель-Гольфо-де-Санта-Клара, Пуерто-Пеньяско, Ель-Десембоке, Пуерто-Лібердад, Баїя-Кіно, Тастіота, Яварос, Ахьябампо.

## Клімат
Акваторія затоки повністю лежить у тропічному кліматичному поясі. Увесь рік панують тропічні повітряні маси. Сезонний хід температури повітря чітко відстежується. Переважають пасатні вітри. У теплий сезон утворюються тропічні циклони. На півночі відносно прохолодно, висока вологість повітря (часті тумани), але дощі майже відсутні. На півдні достатньо спекотно, дощова погода.
| Температура води біля Пуерто-Пеньяско | Температура води біля Пуерто-Пеньяско | Температура води біля Пуерто-Пеньяско | Температура води біля Пуерто-Пеньяско | Температура води біля Пуерто-Пеньяско | Температура води біля Пуерто-Пеньяско | Температура води біля Пуерто-Пеньяско | Температура води біля Пуерто-Пеньяско | Температура води біля Пуерто-Пеньяско | Температура води біля Пуерто-Пеньяско | Температура води біля Пуерто-Пеньяско | Температура води біля Пуерто-Пеньяско | Температура води біля Пуерто-Пеньяско | Температура води біля Пуерто-Пеньяско |
| Показник                              | Січ                                   | Лют                                   | Бер                                   | Кві                                   | Тра                                   | Чер                                   | Лип                                   | Сер                                   | Вер                                   | Жов                                   | Лис                                   | Гру                                   | Рік                                   |
| Середня температура, °C               | 17                                    | 16                                    | 17                                    | 19                                    | 21                                    | 23                                    | 26                                    | 28                                    | 28                                    | 26                                    | 23                                    | 19                                    | 22                                    |
| ------------------------------------- | ------------------------------------- | ------------------------------------- | ------------------------------------- | ------------------------------------- | ------------------------------------- | ------------------------------------- | ------------------------------------- | ------------------------------------- | ------------------------------------- | ------------------------------------- | ------------------------------------- | ------------------------------------- | ------------------------------------- |
| Джерело:                              |                                       |                                       |                                       |                                       |                                       |                                       |                                       |                                       |                                       |                                       |                                       |                                       |                                       |

| Температура води біля Ла-Пасу | Температура води біля Ла-Пасу | Температура води біля Ла-Пасу | Температура води біля Ла-Пасу | Температура води біля Ла-Пасу | Температура води біля Ла-Пасу | Температура води біля Ла-Пасу | Температура води біля Ла-Пасу | Температура води біля Ла-Пасу | Температура води біля Ла-Пасу | Температура води біля Ла-Пасу | Температура води біля Ла-Пасу | Температура води біля Ла-Пасу | Температура води біля Ла-Пасу |
| Показник                      | Січ                           | Лют                           | Бер                           | Кві                           | Тра                           | Чер                           | Лип                           | Сер                           | Вер                           | Жов                           | Лис                           | Гру                           | Рік                           |
| Середня температура, °C       | 19                            | 19                            | 21                            | 23                            | 25                            | 27                            | 28                            | 30                            | 28                            | 27                            | 24                            | 21                            | 24                            |
| ----------------------------- | ----------------------------- | ----------------------------- | ----------------------------- | ----------------------------- | ----------------------------- | ----------------------------- | ----------------------------- | ----------------------------- | ----------------------------- | ----------------------------- | ----------------------------- | ----------------------------- | ----------------------------- |
| Джерело:                      |                               |                               |                               |                               |                               |                               |                               |                               |                               |                               |                               |                               |                               |

| Температура води біля Кабо-Сан-Лукасу | Температура води біля Кабо-Сан-Лукасу | Температура води біля Кабо-Сан-Лукасу | Температура води біля Кабо-Сан-Лукасу | Температура води біля Кабо-Сан-Лукасу | Температура води біля Кабо-Сан-Лукасу | Температура води біля Кабо-Сан-Лукасу | Температура води біля Кабо-Сан-Лукасу | Температура води біля Кабо-Сан-Лукасу | Температура води біля Кабо-Сан-Лукасу | Температура води біля Кабо-Сан-Лукасу | Температура води біля Кабо-Сан-Лукасу | Температура води біля Кабо-Сан-Лукасу | Температура води біля Кабо-Сан-Лукасу |
| Показник                              | Січ                                   | Лют                                   | Бер                                   | Кві                                   | Тра                                   | Чер                                   | Лип                                   | Сер                                   | Вер                                   | Жов                                   | Лис                                   | Гру                                   | Рік                                   |
| Середня температура, °C               | 20                                    | 19                                    | 19                                    | 19                                    | 20                                    | 21                                    | 24                                    | 26                                    | 26                                    | 26                                    | 24                                    | 22                                    | 22                                    |
| ------------------------------------- | ------------------------------------- | ------------------------------------- | ------------------------------------- | ------------------------------------- | ------------------------------------- | ------------------------------------- | ------------------------------------- | ------------------------------------- | ------------------------------------- | ------------------------------------- | ------------------------------------- | ------------------------------------- | ------------------------------------- |
| Джерело:                              |                                       |                                       |                                       |                                       |                                       |                                       |                                       |                                       |                                       |                                       |                                       |                                       |                                       |

## Біологія
Акваторія затоки утворює морський екорегіон моря Кортеса бореальної тихоокеанської зоогеографічної провінції. У зоогеографічному відношенні донна фауна континентального шельфу й острівних мілин до глибини 200 м відноситься до східнопацифічної області тропічної зони, з переходом до субтропічної на півночі.
Вузька довга затока має багату екосистему. На додаток до широкого кола ендеміків, таких як каліфорнійська морська свиня, що перебуває під загрозою зникнення, тут мешкає безліч мігруючих видів, таких як горбатий кит, сірий кит, косатка, манта, кальмар Гумбольдта і шкіряста черепаха, а також синій кит, найбільша у світі тварина. Район затоки біля дельти річки Колорадо має невелику залишкову популяцію риби тотоаба. Цей регіон є одним із центрів спортивного рибальства світового класу, з багатою історією світових рекордів.
Регіон також має багату історію комерційного рибальства. Проте, здатність затоки відновлюватися після багатьох років надмірного вилову залишається невизначеною. Крім того, зміни в екології суші, такі як значне скорочення стоку з річки Колорадо в затоку, негативно позначилися на рибальстві, особливо в північному регіоні.
У Каліфорнійській затоці міститься велика кількість морських ссавців, багато з яких рідкісні і перебувають під загрозою зникнення. Її численні острови і острівці є важливими місцями гніздування для тисяч морських птахів, а його води є основним місцем для розмноження і харчування безлічі видів риб, у тому числі і мігруючих. Протягом десятиліть сардини і анчоуси були головним багатством затоки. Забруднення води є проблемою в Каліфорнійській затоці, але не головною, більш нагальними проблемами є надмірний вилов риби і донне тралення, що знищує водорості і молюсків.